# Сельское поселение Прогресс
Сельское поселение Прогресс — муниципальное образование в Хворостянском районе Самарской области.
Административный центр — посёлок Прогресс.

## Административное устройство
В состав сельского поселения Прогресс входят:
- посёлок Берёзовая Роща,
- посёлок Прогресс.